# Befehls- und Kommandogewalt
Befehls- und Kommandogewalt ist ein Begriff aus der deutschen Wehrverfassung. 

## Gegenwart
In Friedenszeiten hat nach Art. 65a Abs. 1 GG der Bundesminister der Verteidigung die Befehls- und Kommandogewalt über die Streitkräfte. Die interne Bezeichnung lautet auch Inhaber der Befehls- und Kommandogewalt (IBuK). Nach § 14 Abs. 3 der Geschäftsordnung der Bundesregierung wird der Bundesverteidigungsminister in seiner Eigenschaft als Leiter einer Obersten Bundesbehörde (des Bundesverteidigungsministeriums) im Falle seiner Verhinderung durch den Staatssekretär vertreten.
Mit Verkündung des Verteidigungsfalls geht die Befehls- und Kommandogewalt auf den Bundeskanzler über (Art. 115b GG).
In Art. 65a, 115b GG wird mit der Zuweisung der Befehls- und Kommandogewalt eine politische Zuständigkeit der Exekutive verfassungsrechtlich geregelt. Eine einheitliche Begriffsdefinition gibt es nicht. In der rechtswissenschaftlichen Literatur wird sie auch als „qualifizierte Form der Ressortleitung“ bezeichnet.

## Geschichte
Nach Art. 63 des Gesetzes betreffend die Verfassung des Deutschen Reichs vom 16. April 1871 bildete die gesamte Landmacht des Reichs ein einheitliches Heer, welches in Krieg und Frieden unter dem Befehl des Kaisers stand. Nach Art. 53 war auch die Kriegsmarine des Reichs eine einheitliche unter dem Oberbefehl des Kaisers. Während des Ersten Weltkriegs lag das Oberkommando bei der Obersten Heeresleitung.
Die Rolle des Staatsoberhaupts als Oberbefehlshaber behielt auch die Weimarer Verfassung (WRV) von 1919 bei. Gem. Art. 47 WRV hatte der Reichspräsident den Oberbefehl über die gesamte Wehrmacht des Reichs. In diesem Begriff des Oberbefehls war auch ein Verordnungsrecht eingeschlossen. So bestimmte § 11 des Wehrgesetzes vom 23. März 1921: „Das militärische Verordnungsrecht wird vom Reichspräsidenten ausgeübt.“ Aufgrund dieser Ermächtigung erließ Reichspräsident Hindenburg beispielsweise die Disziplinarstrafverordnung für das Reichsheer vom 18. Mai 1926.
Nach dem Wehrgesetz vom 21. Mai 1935 war der Führer und Reichskanzler der Oberste Befehlshaber der Wehrmacht. Unter ihm übte der Reichskriegsminister als Oberbefehlshaber der Wehrmacht die Befehlsgewalt über die Wehrmacht aus. Nach der Blomberg-Fritsch-Krise übernahm Adolf Hitler mit seinem Erlass vom 4. Februar 1938 die Befehlsgewalt über die Wehrmacht unmittelbar. Er schuf das Oberkommando der Wehrmacht (OKW) unter Wilhelm Keitel neu, das den Oberkommandos der einzelnen Wehrmachtsteile (Marine, Luftwaffe und Heer) übergeordnet war, allerdings über keine eigene Befehlsgewalt verfügte. Das OKW unterstand als militärischer Stab Adolf Hitlers unmittelbar dessen Befehl.
Nach dem Ende des Zweiten Weltkrieges hatten die Alliierten auf der Potsdamer Konferenz von 1945 die komplette Demilitarisierung Deutschlands beschlossen. Das Grundgesetz enthielt in seiner ursprünglichen Fassung vom 23. Mai 1949 keine Regelungen über die Aufstellung deutscher Streitkräfte. Für die neugegründete Bundesrepublik waren keine eigenen Streitkräfte vorgesehen. Die 1954 unterzeichneten Pariser Verträge schufen dann die Voraussetzungen für den Beitritt der Bundesrepublik Deutschland zur Westeuropäischen Union (WEU) und zur NATO (North Atlantic Treaty Organization) und ebneten den Weg zur Wiederbewaffnung.
Das Gesetz zur Änderung des Grundgesetzes vom 19. März 1956 schuf die sog. Wehrverfassung. Dazu zählt unter anderem Art. 87a GG, in dem es heißt: „Der Bund stellt Streitkräfte zur Verteidigung auf.“ Die Befehls- und Kommandogewalt hat in Friedenszeiten der Verteidigungsminister (Art. 65a Abs. 1 GG), im Verteidigungsfall geht sie auf den Bundeskanzler über (bis zur Notstandsverfassung vom 24. Juni 1968 Art. 65a Abs. 2 GG, seither Art. 115b GG). Dass der Verteidigungsfall eingetreten ist, muss der Bundestag feststellen (bis zur Notstandsverfassung vom 24. Juni 1968 Art. 59a GG, seither Art. 115a GG). Die Feststellung wird vom Bundespräsidenten im Bundesgesetzblatt verkündet (Art. 82 Abs. 2 GG). Der Bundespräsident ernennt und entlässt auch grundsätzlich die Offiziere und Unteroffiziere (Art. 60 Abs. 1 GG). Er hat außerdem das Recht, die Dienstgradbezeichnungen der Soldaten festzulegen und über die Uniform zu bestimmen sowie Orden und Ehrenzeichen zu verleihen (Gesetz über Titel, Orden und Ehrenzeichen). Damit übt er den sog. formellen Oberbefehl aus.
Die Formulierung „Befehls- und Kommandogewalt“ in Art. 65a GG soll klarstellen, dass alle militärischen Befehls- und Kommandobefugnisse ihre Spitze in der Person des Verteidigungsministers finden und dass es keine ihm entzogene besondere Kommandogewalt gibt. Im Verteidigungsfall soll die Befehls- und Kommandogewalt auf den Bundeskanzler übergehen, damit für diesen Fall eine Konzentration aller Entscheidungen bei der parlamentarisch verantwortlichen Exekutive gewährleistet bleibt. Das in dem früheren Begriff des Oberbefehls eingeschlossene Verordnungsrecht wurde aufgegeben. Es bestand weitgehend Übereinstimmung darüber, dass das, was zur kaiserlichen und auch zur Weimarer Zeit noch als Oberbefehl oder Kommandogewalt bezeichnet worden war, in der modernen parlamentarischen Demokratie keinen Bestand mehr haben könne. Die Wehrverfassung lässt die alleinige Gesetzgebungskompetenz beim Deutschen Bundestag mit der schon bisher geltenden Maßgabe, dass nur dieser nach Art. 80 die Exekutive zum Erlass von Rechtsverordnungen ermächtigen kann. So ist beispielsweise die Wehrdisziplinarordnung von 1957 (WDO) ein Bundesgesetz, das in § 146 WDO das Bundesministerium der Verteidigung zum Erlass einer Verordnung zur Bestimmung der Bezüge im Sinne der WDO ermächtigt.
Das Soldatengesetz (SG) ermächtigt in § 93 Abs. 2 Nr. 1, § 1 Abs. 3 SG das Bundesministerium der Verteidigung zum Erlass einer Rechtsverordnung zur Regelung des Vorgesetztenverhältnisses. In der Vorgesetztenverordnung ist seit 1956 geregelt, welche Soldaten die Befugnis haben, anderen Soldaten Befehle zu erteilen.